# Doug Jones (politik)
Gordon Douglas Jones (* 4. května 1954, Fairfield, Alabama) je americký právník a politik. V letech 2018–2021 byl demokratickým senátorem USA za Alabamu. Předtím v letech 2003–2011 působil jako státní zástupce pro severní okrsek Alabamy. V této funkci stíhal dva přední zločince Ku-klux-klanu odpovědné za bombový útok na baptistický kostel v Birminghamu v roce 1963, při němž zahynuly čtyři afroamerické dívky.